# 迎龙镇
迎龙镇，是中华人民共和国重庆市南岸区下辖的一个乡镇级行政单位。
在2016年《中长期铁路网规划》、《重庆市中长期铁路网规划（2016―2030年）》和《重庆市十三五铁路发展规划》发布后，新重庆东站被确定为第四座主要客运车站和TOD示范项目，因此重庆市人民政府和中国共产党重庆市委员会宣布在重庆东站附近的本镇划定4.36平方公里，计划建设为高铁商务区。

## 行政区划
迎龙镇下辖以下地区：
迎龙镇社区、蹇家边村、北斗村、双谷村、清油洞村、武堂村、苟家咀村、龙顶村、石梯子村、大坪村、马颈村和四坪村。